# Yuki Maki
Yuki Maki (Kumamoto, 26 juni 1984) is een Japans voetballer.

## Carrière
Yuki Maki speelde tussen 2007 en 2011 voor Nagoya Grampus en Shonan Bellmare. Hij tekende in 2012 bij Nagoya Grampus.